# Robert Korzeniowski
Robert Marek Korzeniowski (Lubaczów, Polònia 1968) és un atleta polonès, ja retirat, especialista en marxa atlètica i guanyador de quatre medalles olímpiques d'or. És considerat com un dels millors marxadors de la història.

## Biografia
Va néixer el 30 de juliol de 1968 a la ciutat de Lubaczów, població situada al comtat del mateix nom. És germà de la també marxadora Sylwia Korzeniowska.

## Carrera esportiva

### Marxa atlètica
Especialista en els 50 quilòmetres marxa, també ha participat en proves dels 20 quilòmetres marxa. Participà en els Jocs Olímpics d'Estiu de 1992 celebrats a Barcelona (Catalunya), on no finalitzà la prova dels 20 km i fou desqualificat en els 50 quilòmetres. Destacà internacionalment en el Campionat del Món d'atletisme de 1995 realitzat a Göteborg (Suècia), on guanyà la medalla de bronze en la prova dels 50 quilòmetres marxa.
Posteriorment participà en els Jocs Olímpics d'Estiu de 1996 realitzats a Atlanta (Estats Units), on va aconseguir guanyar la medalla d'or en la prova dels 50 quilòmetres marxa i fou vuitè en els 20 quilòmetres, guanyant així un diploma olímpic. En els Jocs Olímpics d'Estiu de 2000 realitzats a Sydney (Austràlia) va aconseguir guanyar la medalla d'or en les proves dels 20 km i 50 km. marxa, esdevenint l'únic marxador en aconseguir medalles en les dues disciplines olímpiques. En els Jocs Olímpics d'Estiu de 2004 realitzats a Atenes (Grècia), els seus últims Jocs Olímpics, tornà a revalidar el seu títol olímpic dels 50 quilòmetres.
Al llarg de la seva carrera aconseguí guanyar tres medalles més en el Campionat del Món d'atletisme, totes elles d'or, una medalla de plata en el Campionat del Món d'atletisme en pista coberta i dos títols en el Campionat d'Europa d'atletisme i en les Universíades.
Per les seves actuacions esportives ha estat guardonat amb l'Orde Polònia Restituta, amb grau de cavaller (1996), Oficial (2000) i Comandant (2004).
El 8 d'agost de 2002 establí un nou rècord del món en els 50 km. marxa, establint el temps en 3:36:39, i superat per ell mateix el 27 d'agost de 2003 (3:36:03). El rècord fou vigent fins al desembre de 2006, quan fou superat per l'australià Nathan Deakes (3:35:47).

### Retirada
En retirar-se de la competició activa passà a ser entrenador, destacant entre els seus alumnes l'espanyol Francisco Javier Fernández Peláez. Així mateix ha estat comentaris de televisió al seu país i manàger general de TVP Sport, un canal especialitzat en esports polonès.